# اچ‌ام‌اس ماندارین (۱۸۱۰)
اچ‌ام‌اس ماندارین (۱۸۱۰) (به انگلیسی: HMS Mandarin (1810)) یک کشتی بود.